# Palais des papes de Castel Gandolfo
Pour les articles homonymes, voir Palais des papes.
Le palais pontifical de Castel Gandolfo (en italien : Palazzo Pontificio ou Palazzo Apostolico) est une résidence papale qui se situe dans le palais de villégiature d'été du XIIIe siècle sur un domaine de 55 hectares, à Castel Gandolfo, aux monts Albains, à 20 km au sud-est de Rome en Italie. Partie intégrante de l'État du Vatican, il est sous la souveraineté du pape et possède un statut d'extraterritorialité en vertu des accords du Latran et en droit international. Il a été parfois surnommé le « Vatican II » par le pape Jean-Paul II (1920-2005).

## Historique
Vers 1200, la famille Gandolfi fait construire un château fort baptisé Castel Gandolfo sur les ruines du vaste domaine historique de la cité antique d'Albe la Longue du XIIe siècle av. J.-C., et de la villa romaine Albanum Domitiani du Ier siècle, résidence d'été construite par l'empereur romain Domitien (51-96) ; il en reste de nos jours un théâtre impérial et un portique. Le domaine, qui s'étend sur 14 km2 sur les monts Albains entre la Via Appia et le lac d'Albano, passe quelques décennies plus tard aux mains des Savelli, une autre famille influente de la région, qui le gardent pendant trois siècles.

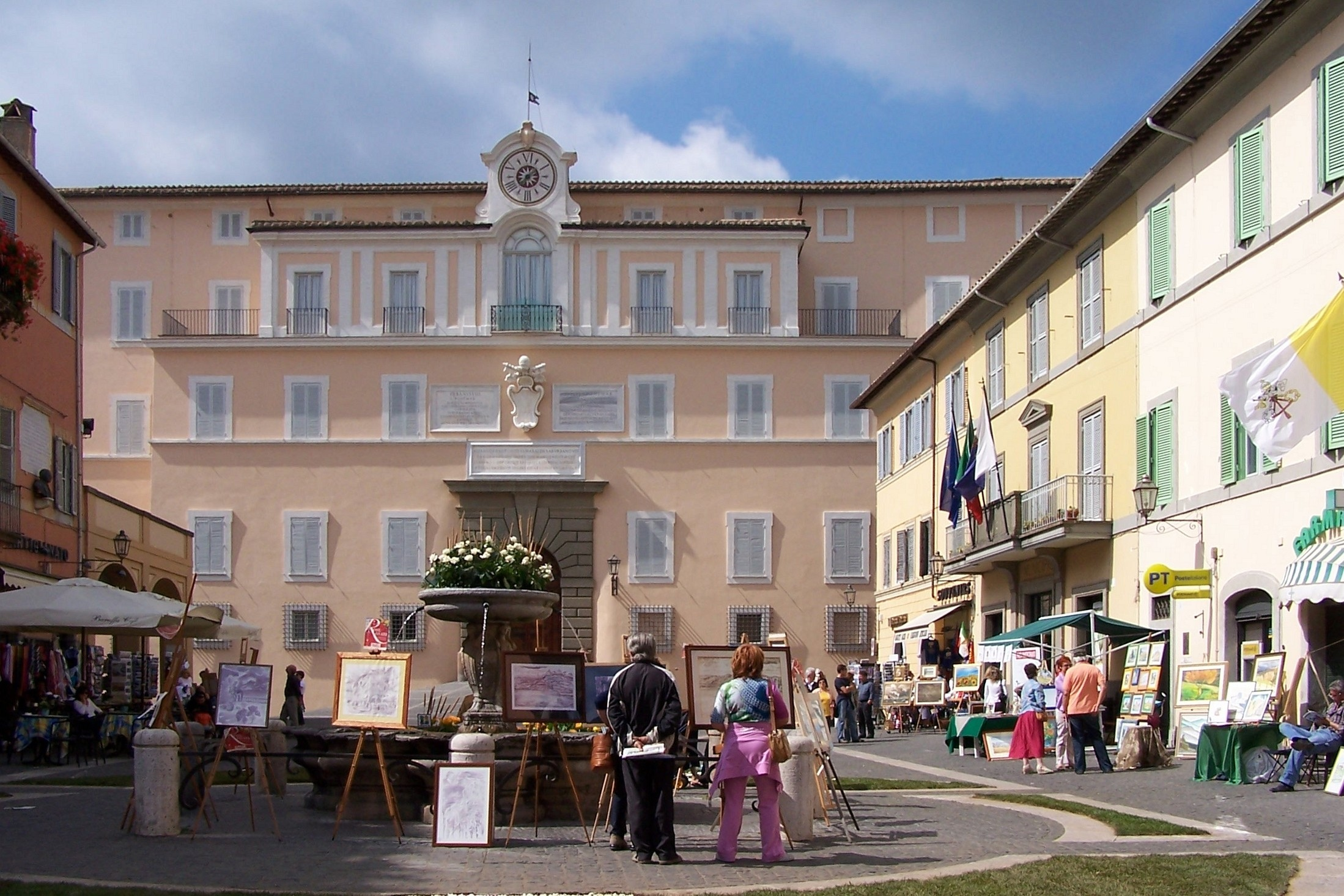
Entrée du palais pontifical sur la Piazza della Libertà.
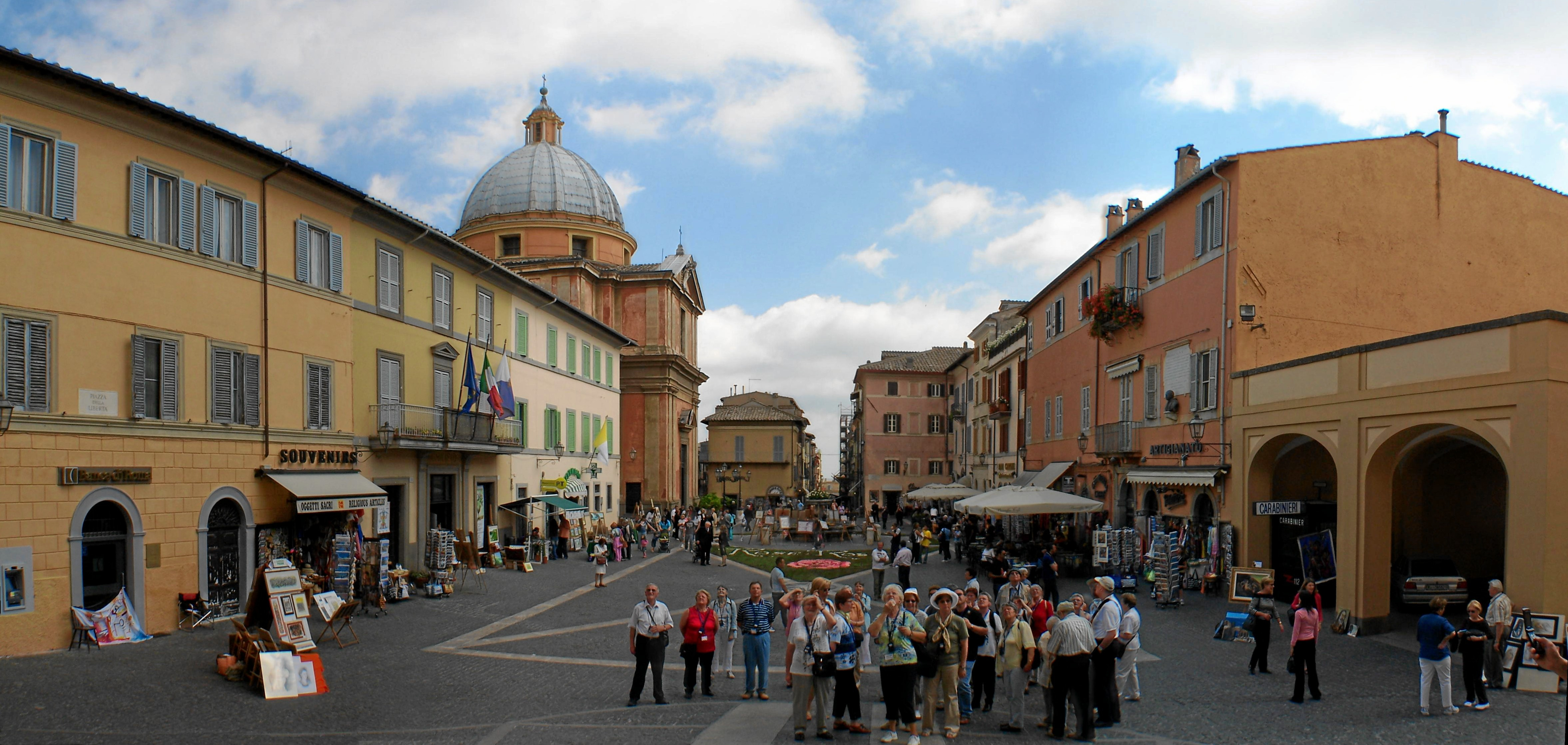
Vue sur la Piazza della Libertà depuis l'entrée du palais.

En 1596, par la bulle de la Congrégation des Barons, le palais Gandolfo-Savelli et le vaste domaine sont acquis par la Chambre apostolique du Saint-Siège sous le pape Clément VIII, au motif que la famille Savelli refusait d'honorer une dette de 150 000 écus contractée à la fin des années 1490 auprès de cette Chambre,. Par le décret consistorial du 26 mai 1604, sous le pape Paul V, ils sont incorporés au patrimoine inaliénable du Saint-Siège et vont être peu à peu choisis comme lieu de villégiature d'été par les papes successifs à partir de 1626 sous le pontificat d'Urbain VIII, pour échapper à la canicule romaine, Castel Gandolfo ayant un climat estival sec et frais. C'est en effet Urbain VIII, de l'illustre famille Barberini, qui confie à l'architecte Carlo Maderno, assisté de Bartolomeo Breccioli et Domenico Castelli, une importante vague de travaux de restauration et d'aménagements de l'ancienne forteresse des Gandolfo-Savelli, avec vue sur le lac d'Albano, et au loin Rome et la mer, ainsi que la construction d'une villa proche de la forteresse (qui sera appelée villa Barberini) de 1623 à 1644, sous le pontificat de ce pape,. 
Le pape Benoît XIV (1740-1758) y fait aménager un salon d'apparat de style chinois. Il ajoute également au palais le balcon des bénédictions papales sur la façade principale donnant sur la piazza della Libertà.

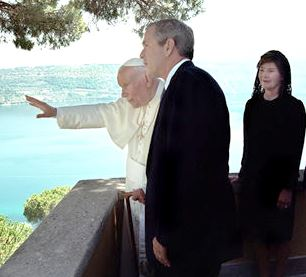
Le pape Jean-Paul II et le président George W. Bush et son épouse Laura Bush à Castel Gandolfo, le 23 juillet 2001.
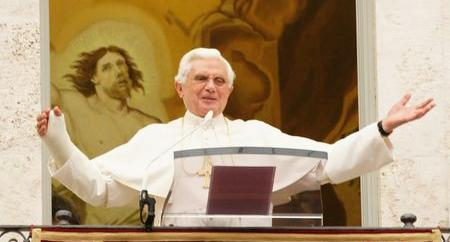
Le pape Benoît XVI à Castel Gandolfo, en 2009.

En 1870, à la suite de la prise de Rome par les troupes du roi Victor-Emmanuel II d'Italie (annexion de Rome au royaume d'Italie (1861-1946) et la fin des États pontificaux et du pouvoir temporel) et de la controverse de la question romaine, le palais est fermé durant 60 ans, en même temps que toutes les résidences papales hors du Vatican. En 1929, lors de la création de l'État du Vatican (faisant suite à l'ancien État pontifical qui avait duré plus de dix siècles), à la suite des accords du Latran signés le 11 février entre l'État italien représenté par président du Conseil Benito Mussolini et le cardinal Pietro Gasparri au nom du pape Pie XI, le palais apostolique de Castel Gandolfo redevient possession du Saint-Siège et résidence d'été pontificale, avec le statut d'extraterritorialité souveraine. La même année est créée une performante ferme biologique dans les splendides jardins du palais,.

## Modernisation sous Pie XI

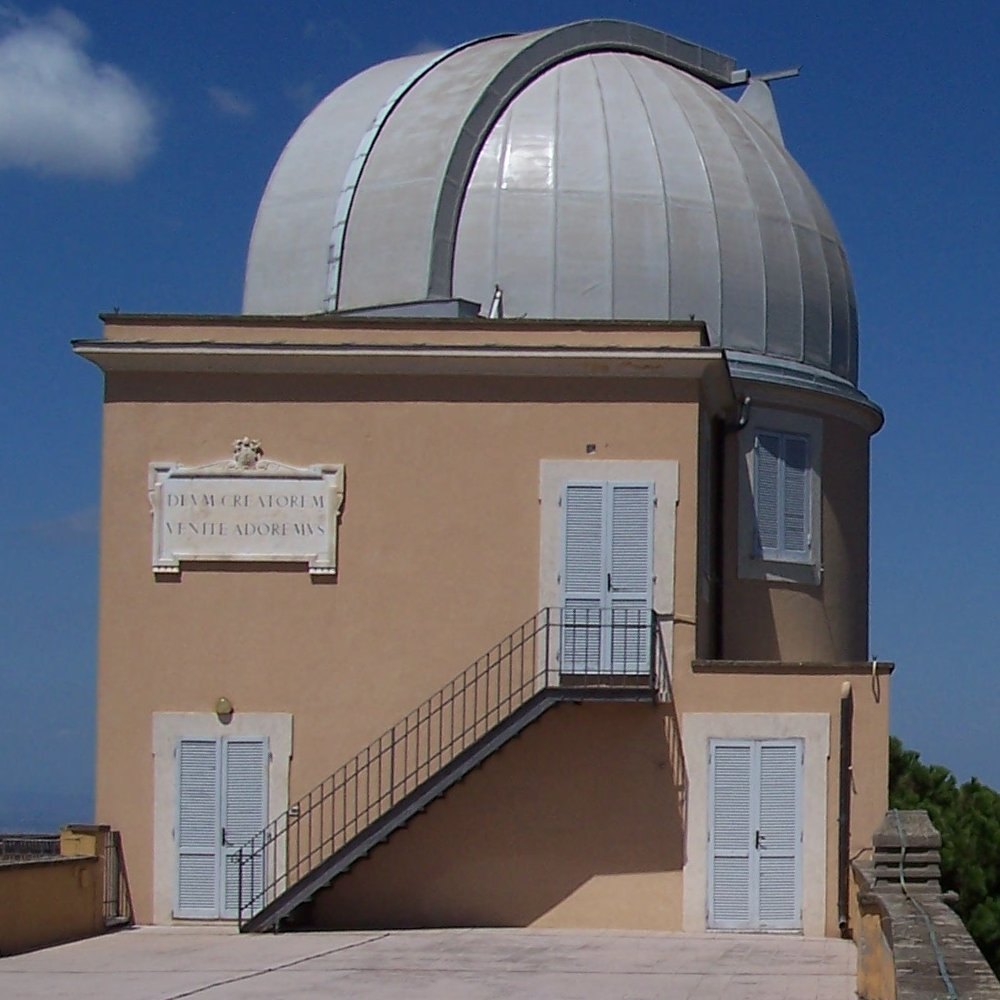
Télescope sur le toit du palais des papes de Castel Gondolfo

Restauré à plusieurs reprises entre 1930 et 1934 sous le pape Pie XI, qui y fait installer l'électricité (d'où son nom gravé au-dessus de nombreuses portes : Pius XI, P.M. (Pie XI Souverain pontife)), le palais et le domaine pontifical, associés aux domaines pontificaux voisins des villa Cybo, villa Barberini et des jardins du Maure, s’étendent sur une surface de 55 hectares, soit une superficie supérieure aux 44 hectares du Vatican (2 km de long sur 150 à 800 m de large), allant du centre de Castel Gandolfo jusqu'aux abords de la ville d'Albano Laziale au sud. 
En 1934, le télescope du Vatican de l'Observatoire du Vatican, confié depuis l’origine à la Compagnie de Jésus, est transféré sur les toits du palais apostolique, la colline du Vatican n’offrant plus l’obscurité nocturne nécessaire aux observations astronomiques.

## Refuge pour la population sous Pie XII
Le 24 août 1939, le pape Pie XII s'y trouve quand il délivre un message radiophonique, où il exprime sa crainte devant le risque de Seconde Guerre mondiale.
À partir de 1943, à l'initiative de Pie XII, la résidence pontificale de Castel Gandolfo accueille plus de 3 000 réfugiés juifs à la suite des rafles qui ont lieu en Italie,. Pie XII y accueille aussi en masse des habitants des alentours craignant le régime fasciste. La chambre à coucher personnelle de Pie XII est transformée en « pouponnière », où des mères enceintes donneront naissance à un total de 44 bébés entre 1943 et 1945, surnommés « les enfants du Pape », dont beaucoup ont été prénommés « Pio », du nom de règne de Pie XII, ou « Eugenio » (de son prénom de naissance) ; des jumeaux sont mêmes prénommés Pio-Eugenio et Eugenio-Pio.

## Le palais pontifical depuis Jean XXIII
Jean XXIII initie la tradition de réciter l'angélus dominical depuis le petit balcon du premier étage, donnant sur la piazza della Libertà devant le palais, alors que cette tradition était auparavant exclusivement réservée à Rome, depuis la fenêtre du bureau du pape donnant sur la place Saint-Pierre. Le pape séjournant à Castel Gandolfo, les fidèles viennent en masse se rassembler les dimanches d'été sous le balcon. Jean-Paul II, au début de son pontificat, alors qu'il est encore bien portant, y fait installer une piscine, offerte par des fidèles canadiens,. Il fait également aménager un toit électrique coulissant au-dessus de la cour intérieure du palais apostolique pour protéger les foules du soleil quand elles y sont admises. 
Benoît XVI, qui déclare « Castel Gandolfo est ma seconde maison », y passe encore quelques mois après sa renonciation effective du 28 février 2013, avant de se retirer définitivement au monastère Mater Ecclesiæ dans les murs du Vatican. Il continue toutefois d'y venir, ayant institué chaque été la tradition du « Ratzinger Schülerkreis », y réunissant des amis et des chercheurs, universitaires ou religieux.
En 2014, le pape François décide d'ouvrir au public les jardins de Castel Gandolfo (jardin Barberini, jardins du Belvédère, ruines du palais impérial de l'empereur Domitien), des visites guidées y ayant lieu depuis le 1er mars de cette année-là, ainsi que les principales salles du palais apostolique lui-même, le considérant comme une résidence trop imposante pour y prendre ses quartiers d’été ; cependant cela relève de sa décision personnelle (identique à celle d'Innocent X au XVIIe siècle ou celle de Léon XII au XIXe siècle), qui n'engage pas ses futurs successeurs.

## Les papes jamais venus ou souvent venus à Castel Gandolfo
Les papes qui n'ont jamais voulu venir en résidence au palais apostolique de Castel Gandolfo sont, au XVIIe siècle, Innocent X ; au XVIIIe siècle, Innocent XIII, Clément XII et Pie VI ; au XIXe siècle, Léon XII.
Le pape Innocent XI, au XVIIe siècle, y passa une seule nuit… et encore était-ce par hasard, le mauvais temps, pluvieux et orageux, l'ayant empêché d'arriver d'Anzio à Rome avant la nuit. De même Benoît XIII, au XVIIIe siècle, n'y passa qu'une seule nuit, le 7 juin 1729, s'y arrêtant sur sa route de retour de Bénévent à Rome. Au XXIe siècle, le pape François passa également une seule nuit au palais pontifical de Castel Gandolfo, le 14 août 2013, et y célébra solennellement la fête de l'Assomption le lendemain, 15 août. 
De 1870 à 1929, aucun pape n'a voulu y venir, s'étant tous déclarés « prisonniers au Vatican », depuis Pie IX, à cause de la question romaine. Une fois la Question romaine réglée souverainement entre le Saint-Siège et l'État italien en 1929, tous les papes du XXe siècle, depuis Pie XI, sont revenus résider au palais pontifical de Castel Gandolfo, soit en été, soit plus rarement en automne.
Les papes qui sont venus résider très fréquemment au palais apostolique de Castel Gandolfo sont :
- Au XVIIe siècle : Urbain VIII, Alexandre VII ;
- Au XVIIIe siècle : Clément XI, Benoît XIV, Clément XIII, Clément XIV ;
- Au XIXe siècle : Pie VII, Grégoire XVI, Pie IX ;
- Au XXe siècle : Pie XI, Pie XII, Jean XXIII, Paul VI, Jean-Paul II ;
- Au XXIe siècle : Jean-Paul II, Benoît XVI, Léon XIV.

Deux papes sont décédés au palais pontifical de Castel Gandolfo : Pie XII, le 9 octobre 1958, et Paul VI, le 6 août 1978. 
Quand le pape est présent au palais de Castel Gandolfo, en cas de temps pluvieux, le public n'a accès qu'à la cour intérieure, celle-ci étant couverte, depuis le pontificat de Jean-Paul II, d'un toit transparent amovible. Le Souverain pontife y donne sa bénédiction apostolique depuis le balcon intérieur, les dimanches midi ou le jour de l'Assomption. Si le temps est beau, la bénédiction est donnée depuis le balcon extérieur, et la foule stationne alors sur la place publique devant le palais.

## Architecture et jardins
Une enceinte haute de trois à sept mètres de haut contourne le parc couvert de passages fermés, arcades et galeries souterraines. Il abrite des fontaines et des statues antiques, dont les parties intimes sont couvertes de feuilles de vigne.
Les jardins à l'italienne respectent la disposition antique des trois terrasses, et comportent deux jardins principaux, celui de la Villa Barberini et celui de la Villa Cybo. Le palais se trouve dans la ville de Castel Gandolfo. Les plans actuels ont été réalisés par Pierre de Cortone. 25 hectares du territoire apostolique de Castel Gandolfo sont destinés à l´exploitation agricole et à l'approvisionnement du Vatican en primeurs et en lait issus de l'agriculture biologique de pointe qui y est pratiquée.
La salle d'audience moderne peut accueillir 800 personnes.
La salle d'audience principale a été offerte au mouvement des Focolari par Jean-Paul II en 1985 .
L'organisation et la décoration du palais apostolique de Castel Gandolfo ressemblent à celles des appartements pontificaux du palais apostolique au Vatican : notamment des meubles à ferrures dorées, tentures de damas rouge ou blanc, sièges aux armes pontificales des papes successifs.